# El pregón (álbum)
El pregón es el nombre del segundo álbum de estudio del cantautor español José Luis Perales, siendo Rafael Trabucchelli† el director de producción. Fue publicado en 1974 por la discográfica española Hispavox (completamente absorbida por EMI en 1985).
De este álbum se desprenden el sencillo «Canción para la Navidad» y dos dobles sencillo:
- Canción para la Navidad/Avelín (1974) del cual se realizaron dos publicaciones con diferentes carátulas.
- El pregón/Canción para la Navidad (1974)

## Lista de canciones

### Disco de vinilo
| Lado A |                           |          |  |
| N.º    | Título                    | Duración |  |
| 1.     | «El pregón»               |          |  |
| 2.     | «A mi padre»              |          |  |
| 3.     | «La boda»                 |          |  |
| 4.     | «Canción para la Navidad» |          |  |
| 5.     | «Mi lugar»                |          |  |

| Lado B |                                  |          |  |
| N.º    | Título                           | Duración |  |
| 1.     | «Cuando deje mi tierra»          |          |  |
| 2.     | «Balada para un viejo tren»      |          |  |
| 3.     | «Avelín»                         |          |  |
| 4.     | «Adolescencia»                   |          |  |
| 5.     | «Canción de cuna para un gitano» |          |  |

### Casete
| Lado A |                           |          |  |
| N.º    | Título                    | Duración |  |
| 1.     | «El pregón»               |          |  |
| 2.     | «A mi padre»              |          |  |
| 3.     | «La boda»                 |          |  |
| 4.     | «Canción para la Navidad» |          |  |
| 5.     | «Mi lugar»                |          |  |

| Lado B |                                  |          |  |
| N.º    | Título                           | Duración |  |
| 1.     | «Cuando deje mi tierra»          |          |  |
| 2.     | «Balada para un viejo tren»      |          |  |
| 3.     | «Avelín»                         |          |  |
| 4.     | «Adolescencia»                   |          |  |
| 5.     | «Canción de cuna para un gitano» |          |  |

### CD
|       |                                  |          |  |  |  |  |  |  |  |  |
| N.º   | Título                           | Duración |  |  |  |  |  |  |  |  |
| 1.    | «El pregón»                      | 2:38     |  |  |  |  |  |  |  |  |
| 2.    | «A mi padre»                     | 4:46     |  |  |  |  |  |  |  |  |
| 3.    | «La boda»                        | 3:17     |  |  |  |  |  |  |  |  |
| 4.    | «Canción para la Navidad»        | 3:49     |  |  |  |  |  |  |  |  |
| 5.    | «Mi lugar»                       | 3:01     |  |  |  |  |  |  |  |  |
| 6.    | «Cuando deje mi tierra»          | 3:52     |  |  |  |  |  |  |  |  |
| 7.    | «Balada para un viejo tren»      | 4:19     |  |  |  |  |  |  |  |  |
| 8.    | «Avelín»                         | 2:34     |  |  |  |  |  |  |  |  |
| 9.    | «Adolescencia»                   | 2:56     |  |  |  |  |  |  |  |  |
| 10.   | «Canción de cuna para un gitano» | 5:01     |  |  |  |  |  |  |  |  |
| 36:22 |                                  |          |  |  |  |  |  |  |  |  |

## Créditos y personal

### Músicos
- Arreglos y dirección de orquesta: Juan Márquez

### Personal de grabación y posproducción
- Todas las canciones compuestas por José Luis Perales
- Compañía discográfica: Hispavox
- Productor musical: Rafael Trabucchelli†

### Créditos y personal
- «DISCOGRAFÍA - EL PREGÓN». joseluisperales.net. 2012. Archivado desde el original el 26 de abril de 2012. Consultado el 15 de enero de 2013.

- Datos: Q5826217